# Sint-Nicolaaskerk (Denekamp)
De Sint-Nicolaaskerk is een rooms-katholieke kerk in de Nederlandse plaats Denekamp gelegen in de Twentse gemeente Dinkelland. De kerk is gewijd aan Nicolaas van Myra.

## Oudste geschiedenis
Al in 1276 moet er een kerk in Denekamp hebben gestaan, dan is er namelijk sprake van een plebanus de Demnichem. In latere tijd waren er twee vicariën aan de kerk verbonden. Na de Reformatie ging de kerk in handen van de protestanten over. Koning Lodewijk Napoleon wees haar in 1809 echter aan de rooms-katholieke gemeente toe die veel groter was.

## Bouwgeschiedenis
Het middeleeuwse deel van de kerk bestaat uit de toren en het schip dat twee traveeën telt. De oostelijke travee bezit muurwerk dat uit de dertiende eeuw stamt, de westelijke travee stamt uit de eerste helft van de vijftiende eeuw. De toren werd in de tweede helft van de vijftiende eeuw of begin zestiende eeuw tegen de kerk aan gebouwd. Het oorspronkelijk koor was blijkens achttiende-eeuwse afbeeldingen smaller dan het schip en tamelijk ondiep. Dit koor werd na teruggave van de kerk aan de katholieken gesloopt en vervangen door een transept en nieuw koor. Dit negentiende-eeuwse deel werd rond 1911 vervangen toen de kerk volgens plannen van Wolter te Riele sterk werd vergroot met een nieuw transept met veelzijdige kruisingtoren en een nieuw koor met zijkapellen. Voor de bouw van dit deel van de kerk werd voornamelijk baksteen gebruikt.

## Gebrandschildere ramen
De Sint-Nicolaaskerk heeft gebrandschilderde ramen die zijn gemaakt door vier generaties van de familie Nicolas. In 2004 is er een abstract glas-in-loodraam geplaatst van kunstenares Annemiek Punt.

## Klokken
De kerk heeft drie oude luidklokken:
- Een klok uit 1436 met een doorsnede van 124 cm met het opschrift:  fecit ano dni mccccxxxvi ad favor meliore o dei mater. p nob ora crifixo virgo decora · wilhelm me fecit.
- Een klok uit 1518 met een doorsnede van 138 cm met het opschrift: Sanctus nicolaus sijn ick geheten des sal dit kerspel gheneten van allen quaden se behoden unde bistendich in allen noden anno domini mcccccxviij.
- De derde klok stamt uit 1530 en heeft een doorsnede van 150 cm en draagt het opschrift: salvator · dicor · inimicos · pellere · nitor · convoco · viventes · pulsu · plango · morientes · wolter · westerhus · me · fecit · anno · domini · mcccccxxx.

De klokken hangen alle drie aan rechte luidassen en worden met de hand geluid.